# François Sagat
François Sagat, né le 5 juin 1979 à Cognac, est un acteur français de films pornographiques gays.

## Biographie
Né de parents français (grand-père paternel slovaque, département Charente), il part pour Paris, afin de travailler dans l'industrie de la mode. Il se fait remarquer par internet et commence à tourner des films pornographiques gays chez Citébeur, sous le pseudonyme d'Azzedine. Il signe ensuite des contrats avec des studios aux États-Unis. Il est remarqué pour son physique musclé et compact, son tatouage sur le dessus de la tête et son pénis long de 21 centimètres. Il est, malgré son pénis de bonne taille, plus souvent passif qu'actif dans les tournages auxquels il a participé. Il est d'ailleurs reconnu pour ses fesses bombées et particulièrement musclées.
Il est reconnaissable à son crâne rasé et tatoué de noir. Le GayVN Award du meilleur acteur lui a été décerné en 2007.

## Filmographie

### Non-pornographique
Fiction
- 2009 : Saw 6 de Kevin Greutert : un toxicomane
- 2009 : Plan cul d'Olivier Nicklaus (court-métrage) : François
- 2010 : Homme au bain de Christophe Honoré : Emmanuel
- 2010 : Multinauts de Jennifer Juniper Stratford (série télévisée) : lui-même
- 2014 : Remember Me de Nicolas Martin  (court-métrage) : agent de sécurité

Documentaire
- 2007 : La Nudité toute nue d'Olivier Nicklaus : lui-même
- 2011 : Sagat - le documentaire de Pascal Roche et Jérôme M. de Oliveira : lui-même

Clip
- 2013 : Hyper Reality de Panteros666, réalisé par Panteros666 et Ines Marzat
- 2017 : Bluecid de Sevdaliza (album ISON), réalisé par Sevdaliza et Zahra Reijs
- 2020 : Cum de Brooke Candy ft. Iggy Azalea (album Sexorcism), réalisé par Dejan Jovanovic
- 2023 : Marathon de Bilal Hassani, réalisé par Alexis Langlois

### Pornographique

#### Cinéma
- 2010 : L.A. Zombie de Bruce LaBruce : Zombie (film pornographique reprenant le thème des zombies du précédent film de LaBruce)

#### Vidéos
Diapopic
- 2005 : François Sagat : Le DVD
- 2005 : Pompiers mis à nu
- 2005 : Pompiers mis à nu 2

Citebeur
- 2005 : Univers Black - Matos de blackoss
- 2005 : Wesh Cousin 5 - Relax man
- 2005 : Wesh Cousin 6 - Cho bouillants
- 2006 : Wesh Cousin 7 - C'est d'la balle

Raging Stallion
- 2005 : Manifesto
- 2005 : Hard As Wood
- 2005 : Knight After Night
- 2005 : Hole Sweet Hole
- 2006 : Bedroom Eyes
- 2006 : Manhattan
- 2006 : Fistpack 7 : Twist My Arm
- 2006 : Fistpack 8 : Elbow Room
- 2006 : Centurion Muscle II - Alpha
- 2006 : Escape From San Francisco
- 2006 : Tough As Nails
- 2006 : Arabesque
- 2006 : Lebanon
- 2006 : Humping Iron
- 2006 : Stretch
- 2006 : Apex
- 2007 : Best in Hole
- 2007 : Instinct
- 2007 : Boners
- 2007 : The Best of François Sagat - Volume 1
- 2007 : The Best of François Sagat - Volume 2
- 2008 : The Best of François Sagat - Volume 3
- 2008 : Hairy Boyz 10
- 2009 : Piss Off : Hardcore Fetish Series:PISSING #1
- 2009 : Muscle Studs 2
- 2009 : Fistpack 24 : The Best of François Sagat : Fisting
- 2010 : Hairy Boyz 15
- 2010 : Inked Boyz 2

Titan Media
- 2007 : Stretch
- 2007 : Folsom Leather
- 2007 : Shacked Up
- 2007 : H2O
- 2007 : SPY Quest 3
- 2007 : Breathless
- 2007 : Folsom Filth
- 2008 : Telescope
- 2008 : Breakers
- 2008 : Fear
- 2008 : Double Standard
- 2008 : Telescope
- 2008 : P.O.V.
- 2008 : Funhouse
- 2009 : OverDrive
- 2009 : Full Access
- 2010 : Search and Rescue
- 2010 : Thrust
- 2011 : Incubus 1
- 2012 : Incubus 2

Falcon Studios
- 2009 : Ringside

Overload Releasing
- 2010 : Cock Hungry Dick Pigs !

#### Publicité
- Je mets une capote et du gel pour Yagg (2009) — François Sagat apparaît nu et montre de façon simple comment mettre un préservatif et du gel. Cette publicité, à l'initiative du site Yagg.com et de l'INPES, a vu le jour à l'occasion de la journée mondiale de lutte contre le SIDA.

## Scène
- 2022-2024 : Fantasma Circus Erotica, cabaret créé par Manon Savary et Marc Zaffuto, Folies Bergère, Théâtre des Variétés, Paris

## Distinctions
- 2007 : GayVN Award du meilleur acteur
- 2013 : PinkX Gay Video Awards du meilleur film étranger pour Incubus, réalisé par Brian Mills et François Sagat.
- 2019 : Performer of the Year aux XBIZ Awards[1]